# James Burton III
James Burton III (* um 1980) ist ein US-amerikanischer Jazzmusiker (Posaune, Komposition, auch Tuba) des Modern Jazz und Hochschullehrer.

## Leben und Wirken
Burton wuchs auf Long Island auf; er spielte American Football in der NCAA Division I und bereitete sich zunächst auf ein Medizinstudium an der SUNY Stony Brook vor, bevor er sich für ein Musikstudium entschied und zur Hartt School der University of Hartford wechselte, an der er den Bachelor of Music erwarb. Anschließend absolvierte er ein Studium im Jazzprogramm der Juilliard School, das er nach dem Diplom (2005) mit dem Master 2009 abschloss. Erste Aufnahmen entstanden 2004 mit der Illinois Jacquet Big Band (Swingin’ Live with Jacquet). Er unterrichtete zunächst als Leiter des Jazz-Studiengangs am Snow College in Ephraim, Utah, bevor er 2012 zur Juilliard School zurückkehrte, an der er seitdem als Professor für Jazz-Theorie tätig ist und das Juilliard Jazz Orchestra leitet. Zudem unterrichtet er am College der Manhattan School of Music.
Seit den 2010er-Jahren arbeitet Burton des Weiteren in New York in zahlreichen Bigband-Formationen und Ensembles wie dem  Ray Charles Orchestra,  Jazz at Lincoln Center Jazz Orchestra, Vanguard Jazz Orchestra, Lionel Hampton Orchestra,  dem Carnegie Hall Jazz Orchestra, in der Roy Hargrove Big Band sowie in den Ghost Bands Duke Ellington Orchestra, Count Basie Orchestra und in der Dizzy Gillespie All Star Big Band. Daneben spielte er u. a. mit Gerald Wilson, James Moody, Frank Wess, Benny Golson, Jimmy Heath, Tony Bennett, Slide Hampton, Ron Carter (Great Big Band), dem Black Art Jazz Collective (Ascension, 2020) und Christian McBride. Zudem wirkte er an TV-Produktionen von Rihanna, Usher, Lady Gaga, Anthony Hamilton und Demi Lovato mit.
Weiterhin führte Burton als Posaunist und stellvertretender Dirigent mit dem Jazz at Lincoln Center All Star Orchestra das Musical After Midnight auf, das einen Tony Award erhielt, und war Posaunist und Tubist im Theaterorchester der Broadway-Aufführung von Shuffle Along, or, the Making of the Musical Sensation of 1921 and All That Followed. Gemeinsam mit Jeremy Pelt, Wayne Escoffery, Xavier Davis, Vicente Archer und Jonathan Blake nahm Burton das Album Black Art Jazz Collective: Presented by the Side Door Jazz Club (Sunnyside Records) auf. 2018 spielte er auch in der Fat Cat Big Band, im Charles Ruggiero Octet und im Andy Ferber Septet. Im Bereich des Jazz war er nach Angaben von Tom Lord zwischen 2004 und 2018 an vier Aufnahmesessions beteiligt; ferner wirkte er an Steven Davis’ Bigband-Produktion What Happened to Romance (2015) mit. 2021 legte er mit dem Uptown Jazz Tentet das Album What’s Next vor.